# Нохашкиев, Окон Валерьевич
Окон Валериевич Нохашкиев (род. 22 октября 1984) — российский политический деятель. Бывший глава Администрации города Элисты Республики Калмыкия.
Образование высшее экономическое: в 2006 году окончил ГОУ ВПО «Калмыцкий государственный университет», в 2012 году окончил ГОУ ВПО «Российская академия правосудия», специальность — юрист.
В 2012 и в 2013 годах в Российской академии народного хозяйства и государственной службы при Президенте Российской Федерации прошёл курс повышения квалификации «Управление государственными и муниципальными закупками для руководителей — председателей комиссии».
С октября 2006 года по июнь 2008 года — специалист 2 категории, ведущий специалист планово-экономического отдела Фонда социального страхования Российской Федерации по Республике Калмыкия.
Июль 2008 — май 2012 — бухгалтер, исполнительный директор ООО «21 Век». 2012—2016 — главный специалист, заведующий сектором муниципального заказа Администрации города Элисты.
С июля 2016 года по сентябрь 2019 являлся главой администрации города Элисты.

## Скандалы
28 ноября 2018 года Окон Нохашкиев обратился в суд против председателя регионального отделения партии «Яблоко». Причиной иска стал пост оппозиционера, который назвал Нохашкиева «редиской», что «нанесло моральный вред» чиновнику. Нохашкиев, ссылаясь на функцию «Ответы» от mail.ru, счел сравнение с редисом оскорблением. Чиновник также был намерен взыскать «компенсацию морального вреда» — за распространение «не соответствующих действительности» сведений 50 тысяч рублей и ещё 50 тысяч рублей «за нарушение „права на изображение гражданина“»

## Награды
- Благодарность Главы Администрации города Элисты Республики Калмыкия — 2013.
- Благодарность Председателя Народного Хурала (Парламента) Республики Калмыкия — 2013.